# 2006年9月體育

## 9月30日（星期六）
- 老虎伍茲在[世界高球錦標賽美國運通錦標賽]（WGC American Express Championship）三輪過後，以六桿優勢領先。路透社
- 法國中場克洛德·马克莱莱稱將在2008年欧洲足球锦标赛前結束國腳生涯。路透社

## 9月3日（星期日）
- 籃球：2006年世界籃球錦標賽西班牙以70比47大勝歐洲冠軍希臘隊首奪冠軍，成為第五個國家奪得該項賽事桂冠。
- 網球：著名美國網球手阿加斯在美國網球公開賽第三圈中以盤數1:3（局數5:7,7:6,4:6,5:7）敗給班捷文碧加出局，在觀眾的掌聲中結束長達21年職業網球員生涯。

## 9月2日（星期六）
- 籃球：2006年世界籃球錦標賽，賽果如下：
  - 季軍賽
    - 阿根廷 81 - 96 美國

## 9月1日（星期五）
- 籃球：2006年世界籃球錦標賽，賽果如下：
  - 四強階段
    - 阿根廷 74 - 75 西班牙
    - 希臘 101 - 95 美國